# 리스 넬슨
리스 루크 넬슨(영어: Reiss Luke Nelson, 1999년 12월 10일 ~ )는 잉글랜드의 축구 선수로, 현재 풀럼에서 뛰고 있다. 포지션은 윙어이다.